# Dehiwala-Mount Lavinia
Dehiwala-Mont Lavinia (Sinhalese: දෙහිවල-ගල්කිස්ස
Dehiwala-Galkissa, Tamil: தெஹிவளை-கல்கிசை), població 245,974 (2012) és el segon municipi més gran de Sri Lanka després de Colombo (la capital). Està situat immediatament del sud del Municipi de Colombo. És una combinació de alguns suburbis urbans claus i comunitats per propòsits administratius. Allotja els Jardins Zoològics Nacionals de Sri Lanka, que són un dels més gran d'Àsia. Dehiwala i Mount Lavinia o Galkissa estan a la carretera de Galle la qual corre al llarg de la costa fins al sud del país.
El municipi de Dehiwala-Mount Lavinia comprèn les àrees següents.
- Dehiwala
- Mont-Lavinia
- Attidiya
- Kalubowila
- Kohuwala
- Nedimala
- Ratmalana

## Llocs religiosos
- Bellanwila Rajamaha Viharaya (Temple de Bellanwila)
- Sri Vishnu Kovil
- Temple Sri Anjaneyar
- Attidiya Maha Viharaya (Temple Attidiya)